# Axima zabriskiei
Axima zabriskiei is een vliesvleugelig insect uit de familie Eurytomidae. De wetenschappelijke naam is voor het eerst geldig gepubliceerd in 1890 door Howard.